# Richard Harbert Smith
Richard Harbert Smith (15 de janeiro de 1894, Dillsboro, Indiana, EUA - após 1951) foi professor e pesquisador de engenharia aeronáutica no Instituto de Tecnologia de Massachusetts (Massachussetts Institute of Technology - MIT), de 1929 a 1945.
Sua formação acadêmica se realizou na Faculdade de Moores Hill (Moores Hill College, atualmente Universidade de Evansville / University of Evansville[carece de fontes?], no grau de Scientiæ Baccalaureus (SB, Bacharel em Ciências, em 1918), e na Universidade Johns Hopkins (Johns Hopkins University)[carece de fontes?], nos graus de Magister Artium (M.A. / Mestre em Artes, em 1928) e de Philosophiæ Doctor (Ph.D. / Doutor, em 1929).
Após a Primeira Guerra Mundial, o Prof. Smith trabalhou como assistente no Laboratório de Pesquisa Naval dos Estados Unidos da América (United States Naval Research Laboratory). Em 1929, ele era pesquisador associado em Física no Laboratório da Marinha, quando foi contratado pelo Instituto de Tecnologia de Massachusetts (MIT) como professor de engenharia aeronáutica, sendo promovido a professor titular, em 1931.
Por muitos anos, ele foi o administrador assistente de engenharia aeronáutica do Dr. Jerome Clarke Hunsaker .
Durante o período da Segunda Guerra Mundial, o Prof. Smith foi orientador acadêmico do Programa de Formação de Pilotos Civis (Civilian Pilot Training Program) do MIT e também foi instrutor de várias turmas (femininas) de estagiárias em engenharia para a empresa Curtiss.
Em 1945, ele deixou o MIT, contratado pelo governo brasileiro, em uma iniciativa liderada por Casimiro Montenegro Filho, então tenente-coronel da FAB, para criar um instituto de aeronáutica no Brasil, o Instituto Tecnológico de Aeronáutica (ITA), do qual ele se tornou o primeiro reitor. Esta foi uma contribuição significativa para a educação científica e tecnológica no Brasil.